# ヨハネス・グーテンベルク
ヨハネス・ゲンスフライシュ・ツア・ラーデン・ツム・グーテンベルク（ドイツ語: Johannes Gensfleisch zur Laden zum Gutenberg、1398年頃 - 1468年2月3日）は、ドイツ出身の金細工師、印刷業者である。欧州における活版印刷技術の開始者といわれ、広く知られている。
活版印刷技術は中国において発明され、活字を並べた組版による印刷では、11世紀に北宋の工人畢昇が行っていたことが記録に残っている。現存する世界最古の活字による印刷物は、温州市の白象塔から発見された北宋崇寧年間（1102-1106年）印刷（膠泥活字）の『観無量寿経』である。印刷の欧州への波及は、モンゴル軍の西進と関連づけて考えられており、モンゴル軍が13世紀にドイツ国境に達した直後、突如としてドイツに木版印刷が登場する。
グーテンベルクは1445年までに活版印刷を開始し、自ら印刷業・印刷物出版業を創設したといわれる。金属活字を使った印刷術により印刷革命が始まり、それが一般に中世で最も重要な出来事の1つとされている。活版印刷はルネサンス、宗教改革、啓蒙時代、科学革命の発展に寄与した。
1439年頃にヨーロッパで初めて活字による印刷を行った。活字量産方法の発明、油性インクの採用、当時使われていた農耕用スクリュープレスのような木製印刷機の採用など、様々な面で印刷に貢献している。真の画期的発明といえるのはそれらを組み合わせて実用的システムとしたことであり、それによって本の大量生産を可能にし、印刷業者にとっても読者にとっても経済的に成り立つようにした。グーテンベルクの活字生産方法の目新しい点は、古くから活字合金の発明とパンチ法と呼ばれる鋳造技法といわれていた。紙をいくつも並べて大量生産を目指すために一般人協力の元たくさんの試行錯誤が行われた。
それまでヨーロッパでの本の生産は手書きでの「書き写し」か木版印刷であり、活版印刷はヨーロッパでの本生産に一大変革を起こした。活版印刷具は急速にヨーロッパ各地に普及し、さらに世界中に広まっていった。

## 生い立ち

グーテンベルク（16世紀の銅版画）

ドイツの都市マインツの上流階級の商人フリーレ・ゲンスフライシュ・ツア・ラーデンとその2番目の妻で商店主の娘エルゼ・ヴューリヒの間に末っ子として生まれた。フリーレはマインツ大司教配下の金細工師だったとする記述もあるが、織物の貿易商だったとする説が最も有力である。ヨハネスの生年は明らかではないが、1398年ごろと見られている。
技術史家のジョン・リーンハルト（John Lienhard）は「グーテンベルクの生い立ちは謎に満ちている。彼の父は教会の造幣所で働いていた。グーテンベルクは金細工の取引を見ながら育った」と記している。歴史家のハインリヒ・ヴァラウ（Heinrich Wallau）もこの説を支持しており「14世紀から15世紀にかけて、彼（の子孫）は大司教の造幣所の親方の地位を世襲していた。そのため彼らが金属加工の知識や技術に長けていたことは確実である。彼らは鋳造用の金属を造幣所に供給し、様々な貨幣の両替を行い、偽造事件の際には審問官として働いた」と記している。
ヴァラウはさらに「彼の姓は父や先祖が住んでいた家 'zu Laden'、'zu Gutenberg' に由来する。ゲンスフライシュの家系を遡れば、13世紀にはマインツの貴族だった」と記している。マインツの貴族はしばしば所有する家にちなんで名付けられた。1427年頃、一家の住む家 zu Gutenberg にちなんだ姓「ツム・グーテンベルク」が初めて記録されている。13世紀以降、グーテンベルク一族は冶金業と商業に従事していた。父母の間には長男フリーレ（後に市参事会員）、長女エルゼが生まれ、次男として生まれたのがヨハネスであった（グーテンベルクの人生についてはほとんど知られていなかったが、19世紀にアロイス・キュッペル（Aloys Küppel）博士が初めて本格的な研究を行い、以降、教会や市の記録をもとにしてグーテンベルク一族の研究が進められた。）。
当時のマインツでは市民と貴族の間で争いが繰り返されていた。その煽りでグーテンベルク一家は1411年以降、他の貴族たちと同じように、何度もマインツを離れて母が相続した地所を持っていたエルトヴィレ・アム・ラインへ逃れることを余儀なくされた。ヴァラウは「彼の若い頃について判っていることは、彼が1430年にはマインツにいなかったということだけである。彼の一家と何らかの繋がりがあったと思われるシュトラースブルクに政治的理由から移住していたと推定される」と記している。その頃、ヨハネスがエルフルト大学に学んだ可能性もあり、1418年の在籍者として Johannes de Altavilla という名前が記録にあり、Altavilla とはラテン語でエルトヴィレ・アム・ライン(de:Eltville am Rhein)を意味する。
その後15年間のことはよくわかっていない。1419年に父フリーレが死去した際の遺産相続についての記録で言及がある。一家がマインツに戻ることができたのはようやく1430年になってからと推測されている。成人したヨハネスは金属加工の腕を磨き、貨幣鋳造職人としてその手腕を高く評価されていたが、母方の祖父が貴族でないという理由で貨幣鋳造業ギルドへの加入が認められなかったという。グーテンベルクは1433年に母エルゼが死去してから、兄姉との関係がうまくいっていなかったようで、それが原因なのか1434年以降シュトラースブルクに移り住んでいる。
1434年3月にグーテンベルクが書いた書簡があり、母方の親戚の住むシュトラースブルクに住んでいることが書かれている。彼はまた金細工師としてシュトラースブルクの民兵組織にも登録されている。1437年には裕福な商人に宝石研磨の技術を教えていた証拠もあるが、どこでそのような技術を身につけたのかは不明である。同じころ、シュトラースブルク出身の女性との婚約破棄に関連した訴訟に名前が記録されている。実際に結婚したかどうかは記録されていない。

## 印刷業

1568年に描かれた印刷所の様子。一時間に240枚を印刷することができた。

1439年頃、グーテンベルクはアーヘンの巡礼者に（聖火を写し取るといわれていた）研磨した金属鏡を売るという事業に出資を募り、財政的問題を生じた。1439年、同市ではカール大帝の遺品を展示する計画があったが、深刻な洪水が発生したため1年延期された。そのため集めていた資金の使ってしまったぶんを返せなくなったのである。出資者を満足させるため、グーテンベルクは「秘密」を共有すると約束したといわれている。この秘密が活字による印刷のアイデアだったのではないかと言われている。伝説では、「光線のように」アイデアが訪れたという。
1444年まではシュトラースブルクに住んでいた。1440年、シュトラースブルクで自身の研究に基づく印刷術を完成させ、 Kunst und Aventur（アートと事業）と題してその秘密を公開したと言われている。彼がどういうことをやっていたのか、既に活字を使った印刷を試していたのかは定かではない。その後、記録には4年間の空白がある。1448年、マインツに戻ると義理の兄から借金しており、印刷機などの機器をそろえる資金にしたと見られる。そのころまでに凹版印刷に精通していた可能性がある。トランプ・カードの画家と呼ばれる銅版画家と仕事をしていたという説もある。
1450年までには印刷所の運営を開始しており、最初に印刷したのはドイツ語の詩と見られている。グーテンベルクはヨハン・フストなる裕福な金貸しから事業資金を得ることに成功した。フストは設備費として800グルデンを貸し付け、二人は共同事業者として新規事業を立ち上げた。またその頃フストがペーター・シェッファー（1430年頃-1467年）という青年をグーテンベルクのもとに連れてきた。シェッファーはパリで写字生の経験があり、いくつかの最初の書体をデザインしたと考えられている。シェッファーは後にフストの娘クリスティーナと結婚して婿になり、印刷業をビジネスとして成功させることになる。
グーテンベルクは遠い親戚が所有する Hof Humbrecht と呼ばれる建物を印刷所とした。この頃、自宅附属の印刷所だけでなく、フストの資金で設立した新しい印刷所の二ヶ所で印刷を行っていたことがわかっている（このことを明らかにしたのは19世紀の研究者カール・ジアツコ (Karl Dziatzko) である）。彼がいつ聖書の印刷を企図したのかは不明だが、そのためにフストからさらに800グルデンを借り、1452年からその仕事を開始した。同時に他のより儲かる印刷物（ラテン語の文法書など）も印刷した。聖書用とそれ以外用の2つの印刷機があったという推測もされている。最も利益の上がった印刷は、教会向けの数千枚の贖宥状の印刷で、1454年から1455年ごろから印刷している。
後に「グーテンベルク聖書」と呼ばれる最初の印刷聖書「四十二行聖書」は1455年に完成した。約180部を印刷し、多くは紙だが、一部は羊皮紙に印刷された。

### 訴訟
これと前後してフストがグーテンベルクを訴えるという事態が起きた。ゲッティンゲン大学に保管されている『ヘルマスペルガー文書』によるとフストは以下のように主張している。すなわち、フストがグーテンベルクに聖書の印刷事業に必要な設備投資のために二回にわけて1,600グルデンの資金を貸与したが、グーテンベルクは別の用途に使った上に返済の意志がないため、貸与金額に利子をつけて2,026グルデンの返済を要求するというものであった。裁判所はフストの訴えを認め、グーテンベルクに借金の返済を命じた。しかしグーテンベルクは十分な所持金を持っていなかったため、グーテンベルクの印刷機と活字、印刷済みの聖書の半分などがすべて抵当としてフストの手に渡った。
グーテンベルクはこの決定にも落胆することなく、再び資金を集めて自宅の印刷所で書籍の印刷を続け、1459年頃にはバンベルクのアルブレヒト・プフィスター (Albrecht Pfister) の工房での『三十六行聖書』印刷に関与し、少なくとも活字を提供したと見られる。ただ、グーテンベルクには印刷日時や印刷者の名前を書物に入れるという発想がなかったため、直接的な年代の確定が困難であった。また754頁の『カトリコン』を1460年頃、マインツで300部印刷している。
一方でグーテンベルクを追い出す形になったフストとシェッファーは事業を順調に発展させ、1457年8月15日に出版した『マインツ詩篇』は世界で初めて奥付（コロフォン）に印刷日と印刷者名（フストとシェッファー）を入れた書籍として歴史に残ることになる。グーテンベルクの名はどこにも記されていない。

### 晩年
1462年、マインツは対立する司教同士の争いに巻き込まれた。一方のアドルフ2世大司教に従う軍勢がマインツを略奪し、グーテンベルクは自宅と印刷所を失った。既に老齢となっていたグーテンベルクはエルトフィレ・アム・ラインに逃れた。
すべてを失ったかに見えたグーテンベルクであったが、印刷術考案の功績を讃えて1465年にアドルフ大司教の宮廷に従者として召し抱えられる栄誉を得た。俸給として宮廷での衣装一式と、2,180リットルの穀物と2,000リットルの免税のワインを与えられている。
グーテンベルクがひっそりと世を去ったのは3年後の1468年のことであった。没年齢は70歳頃と考えられる。マインツの教会に埋葬されたが、その教会と墓地は後に破壊されており、グーテンベルクの墓は現存しない。
1504年、マインツ大学教授 Ivo Wittig がマインツにグーテンベルクの石碑を建てた。肖像画が描かれたのは1567年が最初で（Heinrich Pantaleon が書いたドイツの偉人伝）、ほぼ想像に基づいている。

## グーテンベルクの印刷物

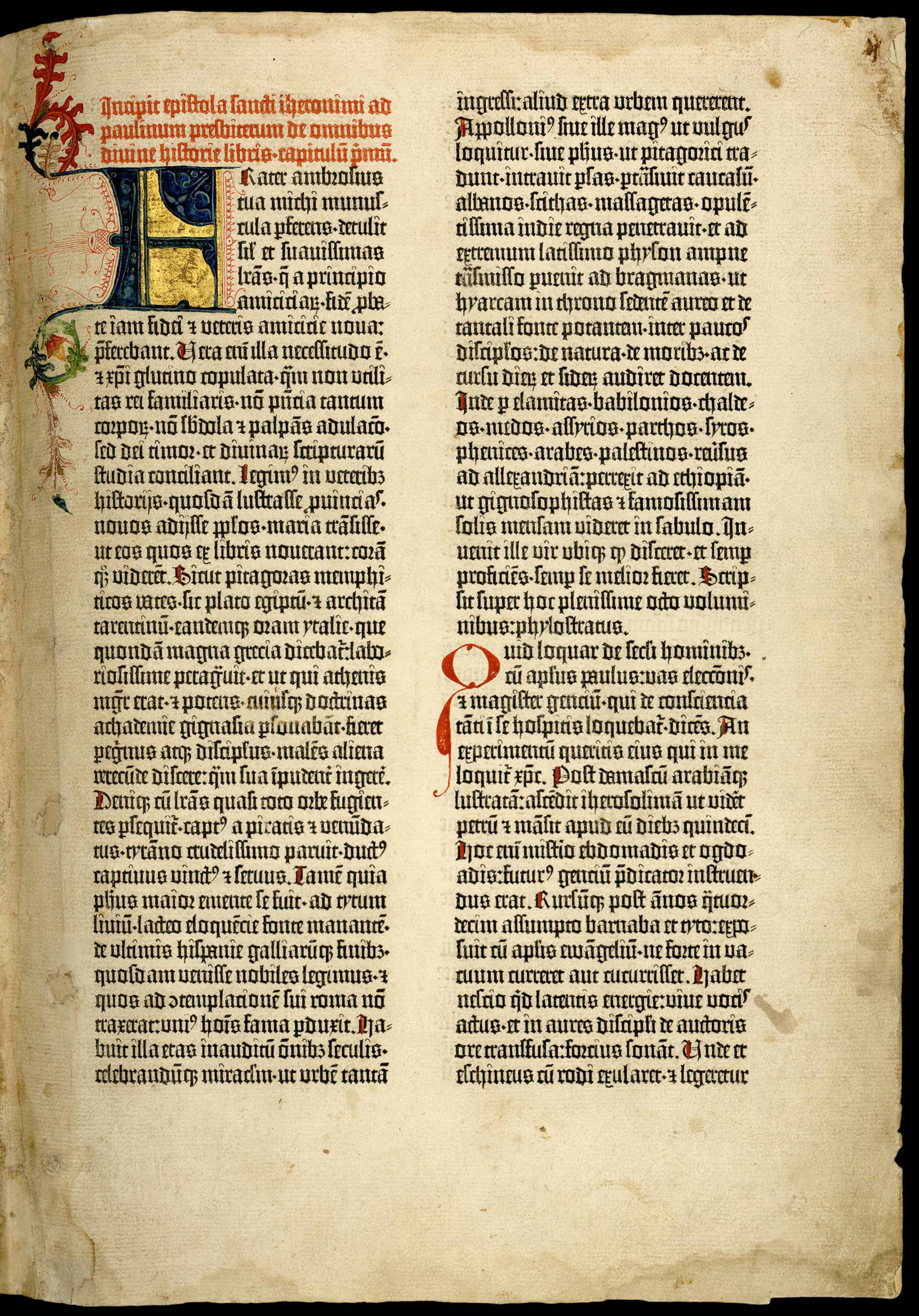
四十二行聖書の冒頭、ヒエロニムスの書簡

1450年から1455年までの間にグーテンベルクはいくつかの文書を印刷しており、未確認のものもあるとされている。彼は印刷者名や日付を記さなかったため、印刷物の中身と外部の記録から特定するしかない。マインツでそのころに発行されたとみられる教皇の書簡や贖宥状が存在する。贖宥状は大量に印刷され、2種類のものが7版、全部で数千枚が印刷されている。アエリウス・ドナトゥスのラテン語文法書はグーテンベルクが印刷したものもあるとされている。それらは1451年から52年、あるいは1455年に出版されたと見られている。
1455年、フストとグーテンベルクは各頁42行で二巻本のラテン語聖書 (Biblia Sacra) を完成させた。1巻30フローリンで売られ、その価格は当時の平均的事務員の3年分の給料に相当する。それでも写本に比べれば安価であり、写本が一冊を作るのに一年近くかかることを考えれば大量生産につながる画期的な事業といえた。ただし、この聖書では本文の印刷後に手書きの聖書と同様の手法で装飾を手で書き加えている。
1455年に印刷された『グーテンベルク聖書』（行組から『四十二行聖書』と呼ばれる）は完全な形で世界に48セット残っており、ドイツ、イギリス、アメリカ合衆国などに保管されている。大英図書館には2冊あり、オンラインで閲覧・比較可能になっている。日本では慶應義塾大学が所蔵しているが、これはアジアで唯一のものである。グーテンベルク聖書は写本を模して作られたため、後の印刷物のスタンダードである要素を多く欠いている。たとえばページ番号、インデント、段落間の空白などがまだ見られない。なお、このとき使われた活字のデザインは、テクストゥラ（textura）、より正確には《テクストゥス・クァドラトゥス（textus quadratus）体》［角張った網目様の書体］の名で知られている当時の写本の書体をまねたものだった。2003年の時点で、羊皮紙に印刷された旧約・新約聖書の完全なものが4部、不完全なものが8部ある。紙に印刷されたもので完全なものが17部、不完全なものが19部で合計48部になる。
バンベルクで1458年から1460年頃印刷されたと見られる三十六行聖書は、大部分がグーテンベルク聖書をそのまま複製したものであり、かつてはこちらの方が先に印刷されたと見られていたこともある。
グーテンベルクがフストと共同で印刷したものは以下のようなものが知られている。
- 『ドナトゥス文法書』（1454年） - 中世から近代に至るまでもっともよく用いられたラテン語文法書。4世紀のローマ人でヒエロニムスの師であったアエリウス・ドナトゥス（Aelius Donatus）の著作。
- 『贖宥状』（1454年） - 三十行。ニコラウス5世がトルコへの戦いに功あるものに示したもの。
- 『四十二行聖書』（1455年） - いわゆる『グーテンベルク聖書』。180部ほど印刷された。
- 『マインツ詩篇』（1457年） - コロフォンにはグーテンベルクの名前はないが、計画の途中までかかわっていたと考えられている。

他にグーテンベルクが自らの工房で印刷していたものとして以下のものがあげられる。
- 『贖宥状』（1454年） - 三十一行。ニコラウス5世によるもの。
- 『トルコ暦』（1454年） - トルコに対する戦いへの協力をよびかける教皇ニコラウス5世の書簡。
- 『トルコ教書』（1456年） - トルコに対する戦いへの協力をよびかける教皇カリストゥス3世の書簡。
- 『医事暦』（1456年） - 一種のカレンダー。
- 『キシアヌス』（1456年） - ドイツにおけるカトリック教会の祝祭日を記した暦。
- 『カトリコン』（1460年） - 1286年のヨハネス・バルブスの著作。ラテン語文法書とラテン語辞書を組み合わせたもの。
- 『信仰大全』（1460年） - トマス・アクィナスの著作。
- 『贖宥状』（1461年） - ピウス2世のもの。十五行および十八行。

『四十二行聖書』はユネスコの推進する歴史的記録遺産のデジタル化計画『世界の記憶』プロジェクトに加えられた。

## 活版印刷の技法

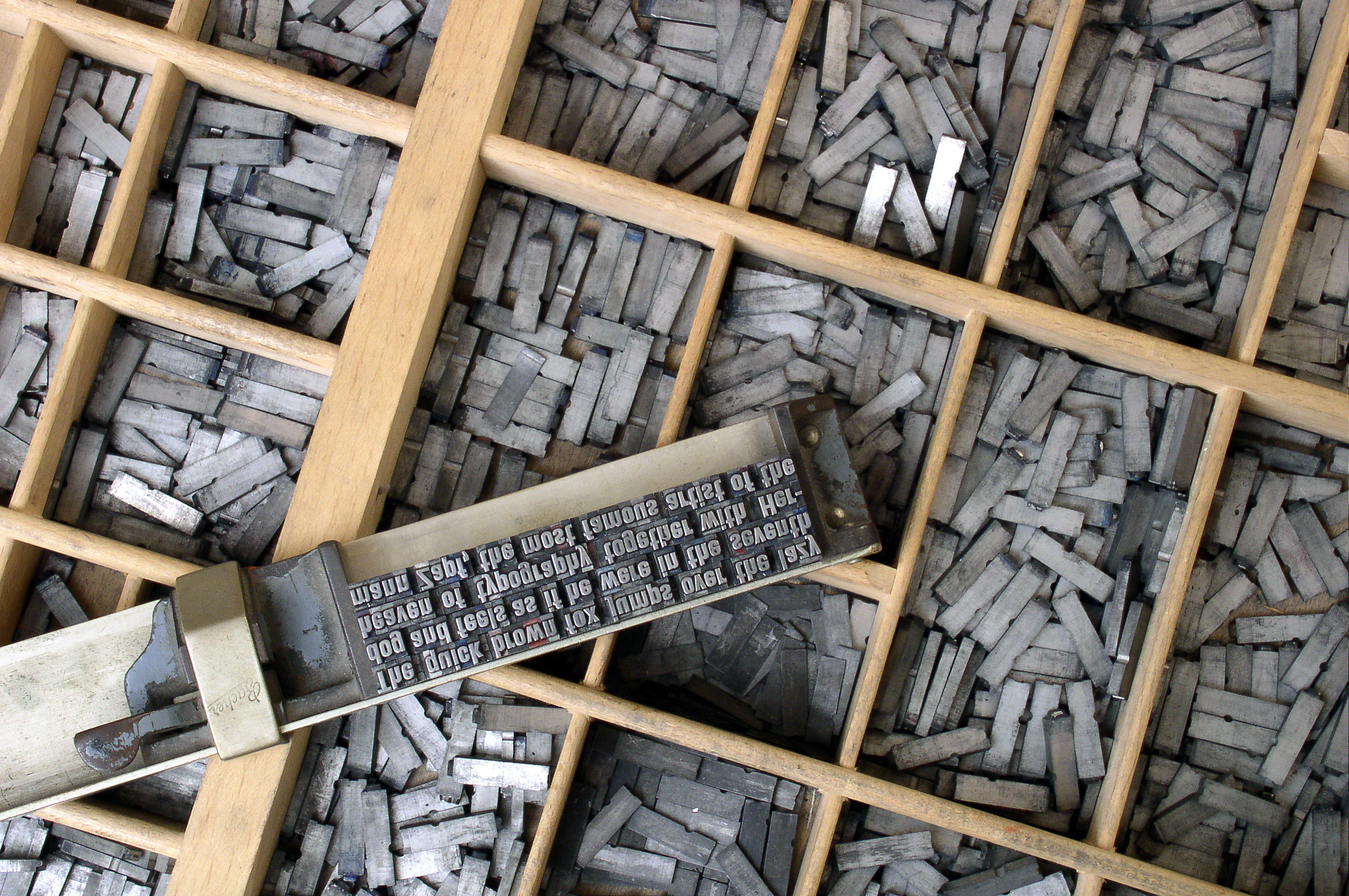
活字と植字盆

グーテンベルクの初期の印刷技法や活字をどうやって作ったかの詳細は知られていない。後に出版した聖書を調査した結果、大量の活字が必要だったことが判明しており、10万個もの様々な活字が使われているとする者もいる。1ページぶんの活字を揃えるのにおそらく半日はかかり、印刷機にそれをセットし、活字にインクをつけ、印刷した紙を取り出して乾かし、といった作業を考慮すると、グーテンベルクとフストの印刷所には最大で25人の工員が雇われていたという推測もなされている。
グーテンベルクの活字生産技法は今も不明である。その後の数十年間、銅製の母型とパンチ法が標準的技法としてヨーロッパ各地に急速に普及した。グーテンベルクの技法がそれと同じだったのか、もっと原始的なものだったのかは議論の的となってきた。
標準的な工程としては、まず堅い金属製の（表面に文字が彫られている）パンチを銅製の棒に打ちつけて母型を作る。それを型にセットして融けた活字合金を流し込み、即座に冷やして固め、型から取り出す。母型を繰り返し使用して、同じ文字の活字を多数生産する。そのため、ある本での同じ文字はほぼ同じ見た目となる。完成した活字はケースに種類毎に置かれ、様々に組み合わされて印刷に使用される。

### 東アジアの印刷技法との関係
木版印刷および活字印刷が史上初めて行われたのは中国である。
現存する印刷物で年代が確定している最古のものは法隆寺等に保管され多数現存する日本の『百万塔陀羅尼』（8世紀）である。これは称徳天皇が発願して神護景雲4年（770年）に完成させたと伝えられている。中国のものでは嘉慶5年（1800年）に敦煌で発見された経典『金剛般若波羅蜜経』（咸通9年（868年）頃）がある。中国では9世紀以降、大量の印刷物が作成された。
世界初の活字は、慶暦年間に北宋の畢昇が作成した陶器の活字である。（畢昇の業績は北宋の沈括の著書『夢渓筆談』巻十八で挙げられている）
14世紀にヨーロッパで初めて作成された木版は中国のものとほとんど同じである。このことから「初期の宣教師や旅行者らが中国からヨーロッパへ印刷の技術をもたらしたのではないか」と考えられている。ジョセフ・ニーダムは著作『中国の科学と文明』第1章の中で「ヨーロッパ人たちは中国の印刷物の実物を見ただけでなく、おそらく中国に滞在した宣教師などから具体的な印刷の技術を学び取ったと考えられる」とする。
なお、東アジアの漢字文化圏では、活字の種類が膨大なものとなるため、活版印刷は定着せず、長らく木版印刷の時代となった。19世紀以降に活版印刷が行われるようになるが、これは西欧の技術を導入してのものとなる。

### グーテンベルクの活字がパンチ法と銅製の母型で作られたのではないという証拠

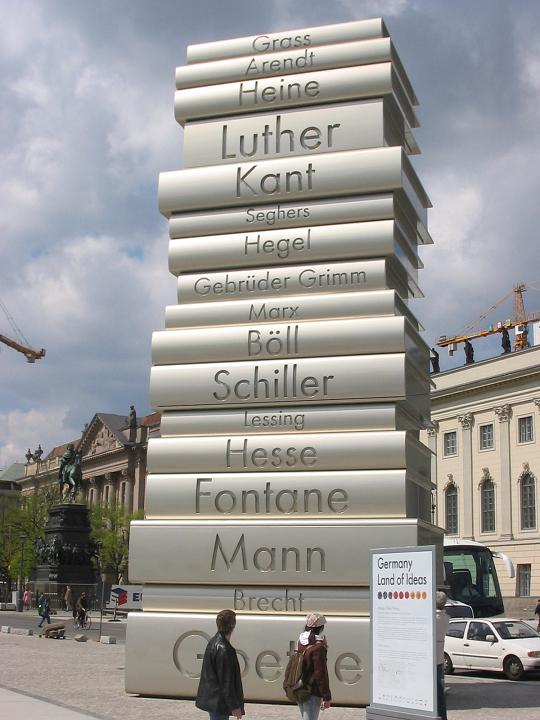
"Modern Book Printing" − グーテンベルクの発明を記念した彫刻

パンチ法と銅製の母型による活字製造法はグーテンベルクの発明とされてきた。しかし、グーテンベルクの技法はそれとは若干異なるという証拠が近年発見されている。彼がパンチ法を使ったなら、鋳造時のミスやインクの付き具合を除いて、同じ文字はほぼ同一に印字されるはずである。しかし、グーテンベルクの初期の印刷物にはそれだけでは説明できない文字の差異がある。
2001年、物理学者のブレイス・アグエラ・イ・アルカスとプリンストン大学の司書ポール・ニーダム（Paul Needham）は Scheide Library が所蔵する教皇の勅書をデジタルスキャンし、その中の同じ文字を注意深く比較した。ハイフンなどの単純な文字を比較した結果、それらの差異はインクの付き具合や鋳造時のミスでは説明できない部分があるとした。別の頁間では明らかに同一の活字が使われているが、同じ母型から鋳造されたとは考えられない文字もあるとしている。頁の透過光写真からも、伝統的なパンチ法とは異なる基礎構造であることが明らかとなっている。彼らは、単純な楔形を組み合わせてアルファベットなどの形を構成することで、砂と思われる柔らかい素材で母型を作ったのではないかという仮説を提唱した。砂型は一回鋳造すると壊されるので、同じ文字の活字は毎回砂の母型を作るところから始めなければならない。これで、同じ文字の差異を説明できる。
彼らは、活字鋳造のための再利用可能な母型の発明が「印刷術の誕生における決定的要因」として、従来考えられていたよりも進化した技法だったかもしれないとした。また、パンチ法によって母型を作りそれを何度も再利用する技法が生まれたのは1470年代ではないかと示唆している。彼らの説は完全に受け入れられたわけではなく、この問題は今も議論が続いている。
なお、19世紀に印刷業と活字鋳造業を営んでいたフルニエ・ルジューヌは、グーテンベルクが使っていたのは再利用可能な母型から鋳造した金属の活字ではなく、木製の活字（つまり印鑑のように彫ったもの）だったのではないかと示唆した。これも証明されていないが、可能性はある。
2004年、イタリアのブルーノ・ファビアーニ（Bruno Fabbiani）は四十二行聖書を調査し、文字同士が重なっている部分があることを発見した。そこから発想し、活字を並べて頁を構成して一度に印刷したのではなく、タイプライターのように1文字ずつ文字をスタンプしていったのではないかとした。しかし印刷の専門家は、単に活字の高さが若干異なるために紙がずれて重なったのではないかと指摘している。

### 印刷技術の発明者をめぐって
グーテンベルクの生存中のもので彼の名前に言及した資料はまだ見つかっていない。彼の名前が印刷技術と結びついて初めて現れるのは1472年の書簡でソルボンヌ大学教授ギョーム・フィシェ (Guillaume Fichet) がロベール・ガギャン（Robert Gaugin）に宛てた個人的なものであった。そこには｢マインツ市の近くに住むBuonemontano（ラテン語で「良き山」の意味でグーテンベルクという言葉をラテン語にしたもの）という姓を持つヨハンなる男が印刷術を発明した｣とある。
1499年に印刷された『ケルン年代記』（Cronica van der hilliger Stat Coellen）は「印刷術はマインツで発明され、1444年頃ケルンに伝えられた。印刷術の発明者はヨハン・グーテンベルクと呼ばれた」と書いているが、同時に「印刷技術の原型はオランダからドイツに伝えられた」とも書いていることから、一時期印刷技術はオランダから始まったという説がさかんに唱えられた（ただし、この本では後述するコスターの名は出てこない）。グーテンベルクは印刷事業では成功しなかったことから彼の名前が忘れられ、ヨハン・フストとペーター・シェッファーが印刷術の創始者と考えられたこともあったが、シェッファーの息子ヨハンは自ら印刷したリウィウスの『ローマ史』に献呈の辞として印刷術の発明者はシェッファーではなくグーテンベルクであることを明記している。
印刷技術の発明者が誰であるかということをめぐってはさまざまな説が流布してきた。特に16世紀から18世紀までに書かれた多くの「歴史書」は歴史的真実よりも自国のプライドや著者の主張が優先されることが多かったため、研究者の視点から見ればお粗末なものであっても、印刷術の発明者をめぐる問題を混乱させることになった。
たとえば1568年に出たオランダのハールレムの医師アドリアン・ユニウスの著作『オランダ年代記』（Batavia）は、グーテンベルクの活版印刷術はもともとオランダ人ラウレンス・コスターが1442年に発明したものであり、マインツのヨハン・ファウストス（グーテンベルクとフストの名前が混合したもの）なる人物がコスターからその技術を盗み出したと記した。この記述からある時期、オランダが活版印刷発明の地であると信じられたこともあったが、コスターによる最古の印刷物といわれるものが1460年代以降のものであることが科学的に証明されたため現在ではこの説は受け入れられていない。
他にも多くの印刷物が「グーテンベルクより古い」と主張されてきたが、どれもグーテンベルクの印刷事業より古いものだという証拠が示されるには至っていない。

## グーテンベルクの影響

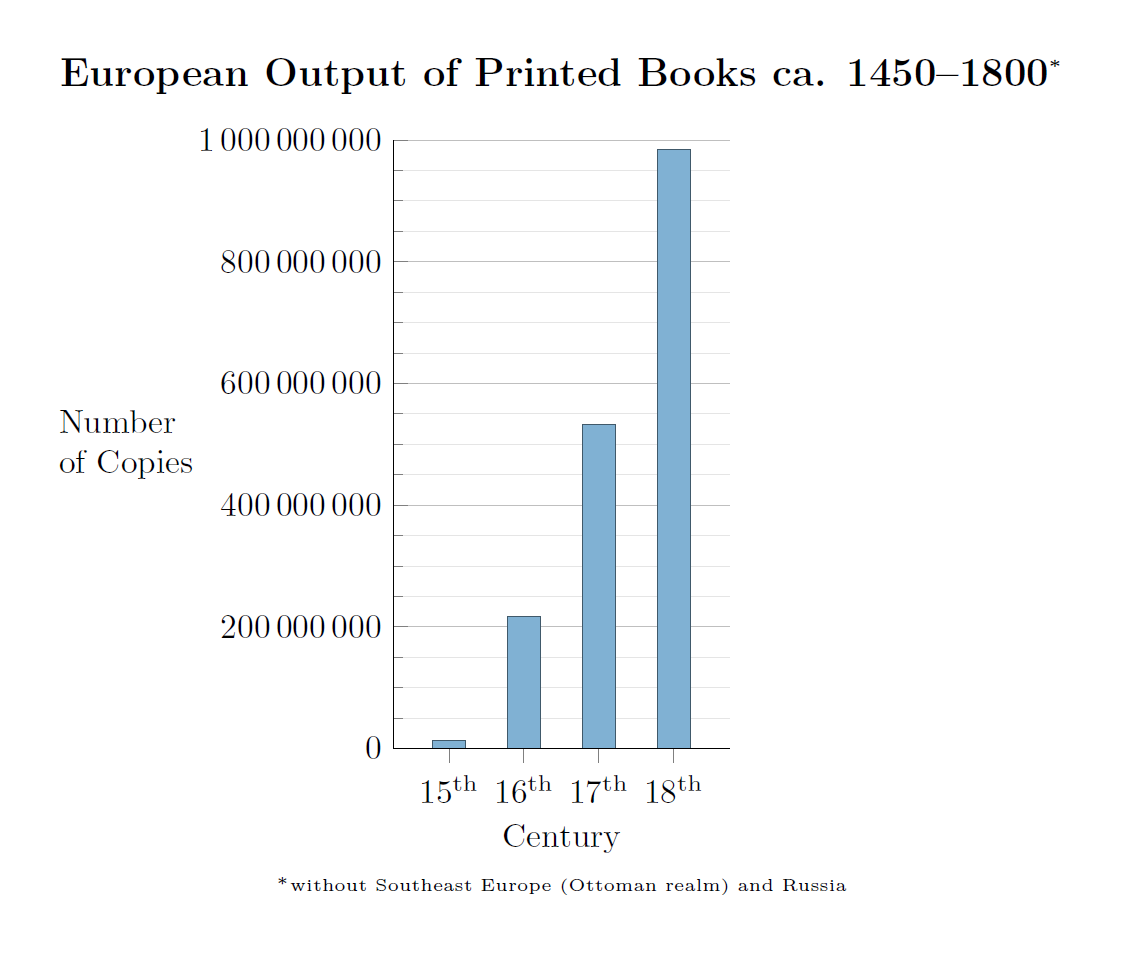
グーテンベルクの時代から18世紀までのヨーロッパでの出版部数の推移

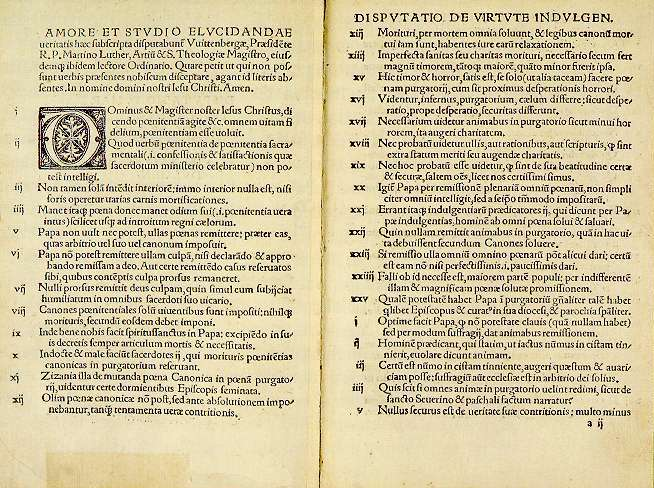
マルティン・ルターの『95ヶ条の論題』。1522年から印刷された版が出回り、宗教改革を加速させた。約2年間で30万部がヨーロッパ中に出回った。

グーテンベルクは商業的には成功しなかったが、彼が発明した活版印刷技術は急速に普及し、ニュースや書籍の流通速度を劇的に速めた。印刷技術はルネサンスの拡大につながったとみなされる。またギリシアやローマの古典書が大量に出版され出回った。もっとも多かったのはギリシア語、ラテン語聖書であった。これらの書物が研究されたことが宗教改革にいたる地下水脈の一つになっていく。15世紀中に金属活字を用いて印刷された書物は現存数も少ない大変貴重なもので「インキュナブラ」と呼ばれている。
アルドゥス・マヌティウスのような先見的な印刷業者が登場したため、ヨーロッパの印刷の中心地はヴェネツィアとなり、ギリシアやローマの古典が印刷されるようになった。当時のイタリア経済は急速に発展しており、印刷物によって読み書きも急速に普及していった。若きクリストファー・コロンブスは父ドメニコに活版印刷で印刷された地理の本を買ってもらったことがあり、その本は今ではスペインの博物館にある。
印刷は宗教改革で重要な役割を果たした。マルティン・ルターの『95ヶ条の論題』は印刷されたことで広く普及した。その後、贖宥状を批判する文書をブランケット判の紙に印刷して配布している。これが後の新聞の元になったとされている。
ドイツ国内には多数のグーテンベルク像が建っているが、特に有名なものはマインツのグーテンベルク博物館にある像である（1837年建立）。またマインツには彼を記念したヨハネス・グーテンベルク大学マインツがある。
版権のきれた著作物を収集する電子図書館プロジェクト・グーテンベルクや『グーテンベルグの銀河系』（マーシャル・マクルーハン著）などの名称も彼にちなんだ名前である。
彼の名を冠した小惑星にグーテンベルガがある。
2011年9月、ストラスブールでグーテンベルクの生涯を描いたオペラが上演された。